# Jean-Baptiste Launay
Pour les articles homonymes, voir Launay.
Jean-Baptiste Launay, né à Avranches (Manche) le 20 mars 1768 et mort à Savigny-sur-Orge le 25 août 1827, est un militaire et fondeur français.

## Biographie
Fils d'un dinandier d'Avranches, il y passa toute sa jeunesse et se sentait attiré par une vocation religieuse. La Révolution aidant, il se tourna vers des préoccupations plus matérielles, et se prit de passion pour les sciences mécaniques. Appelé sous les drapeaux par la conscription obligatoire, il fut versé dans l'artillerie. Doué et intelligent, il devint rapidement capitaine d'artillerie, responsable de la fonte des canons et des munitions.
Il prit part aux campagnes militaires de la Révolution et du Consulat, où il fut grièvement blessé. Napoléon Ier, qui l'avait remarqué et qui se louait de ses états de service, le nomma directeur des Ponts de Paris et lui confia la construction de différents ponts dans la capitale.
Fondeur au sable, il fut avec Honoré Gonon (1780-1850) l'initiateur de la fonte monumentale par ce procédé.
Il épouse Julie Élisabeth Le Vaucher qui lui donne deux filles. L'aînée épousa l'imprimeur-éditeur Nicolas Roret, la seconde épousa Félix Buzot qui fut maire de Savigny-sur-Orge de 1835 à 1840.
Par décret du 1er octobre 1803, Napoléon décide l'édification d'une colonne en hommage à la Grande Armée, avec la fonte de 1 200 canons enlevés à l'ennemi. Trente deux artistes en exécutèrent les dessins de ce qui deviendra la colonne Vendôme.
En 1806, il demeure au no 29 rue d'Hauteville, et présenta à l'Exposition des produits de l'industrie française de 1806 un projet de coupole en fonte de fer forgé pour la halle au blé de Paris, qui avait brûlé en 1802, et deux projets de ponts pour la capitale en fonte de fer adoucies. De 1806 à 1813, la halle au blé fut reconstruite par l'architecte François-Joseph Bélanger (1744-1818) qui fut reconnu comme le concepteur du premier modèle d'une coupole en fer. 
Associé, en 1808, au sculpteur et ciseleur Charles-Stanislas Canlers (1764-1812) qui habita également Savigny-sur-Orge, et était également associé avec Honoré Gonon (1780-1850). Ils avaient une fonderie au 6, place de la Fidélité, devant l'église Saint-Laurent de Paris dans l'enclos Saint-Laurent. C'est en ces lieux que furent réalisés les éléments de la colonne Vendôme, dont la statue de Napoléon par le sculpteur Antoine-Denis Chaudet (1763-1810) qui surmonta la colonne jusqu'en 1814, date où cette statue fut démontée et récupérée par Launay qui la fondit de nouveau en 1818. Après les Cent-Jours, elle servit à alimenter la fonte de la statue équestre d'Henri IV. Toutefois, selon les Mémoires de Lombard de Langres (1823), le bronze du Napoléon de la colonne Vendôme aurait servi à réaliser la statue équestre de Louis XIV place des Victoires à Paris (1822).
Il a également réalisé les bas-reliefs en bronze du socle et les 425 plaques de bronze qui s'enroulent en hélice autour de la colonne sur 280 mètres de long et 3,60 mètres de diamètre.
En 1811, le chimiste Jean-Pierre-Joseph d'Arcet (1777-1844) s'inspire de son invention d'un creuset en fonte de fer cémentée.
L'invention de sa pompe à incendie, dit aussi tonneau hydraulique, servit pour la première fois lors de l'incendie qui se déclara dans l'hôtel particulier de la comtesse de Coligary, le 29 octobre 1819. Cette machine lançait l'eau de la place Beauvau à hauteur du troisième étage.
Jalousé, il est victime d'attaques en tous genres, et laisse à d'autres la réalisation d'un certain nombre de ses projets. Retiré des affaires, il vit confortablement avec son épouse à dans les anciennes dépendances du domaine de Courterente, connues depuis sous le nom de « Maison Roret », à Savigny-sur-Orge. C'est sur l'insistance de son gendre Nicolas Roret qui vivait chez lui, qu'il rédige ses ouvrages sur la fonte des métaux, que ce dernier fait paraître un peu après la mort de son beau-père.
Jean-Baptiste Launay est inhumé, ainsi que son gendre, dans une chapelle du vieux cimetière de la Martinière à Savigny-sur-Orge.

## Travaux

### Fontes réalisées par Jean-Baptiste Launay
À Paris
- 1803-1810 : Colonne Vendôme, inaugurée en 1810,  Classé MH (1992)
- 1803 : Pont des Arts,  Inscrit MH (1975)
- 1806 : premier modèle de coupole en fonte de fer et fer forgé présenté à l'Exposition des produits de l'industrie française
- 1808 : Statue de Napoléon Ier par Antoine-Denis Chaudet
- 1808-1814 : Pont d'Iéna,  Inscrit MH (1975). Construction initiale sous la direction de Corneille Lamandé et Dillon[7],[8]
- Pont d'Austerlitz en fer (ouvrage détruit)

### Publications
- Manuel du fondeur sur tous métaux, ou Traité de toutes les opérations de la fonderie, Paris, Nicolas Roret, Paris, 1827, 2 volumes, in-18[9]

### Inventions
- Pompe à incendie
- Pompe hydraulique pouvant élever l'eau à 37 mètres